# 第二の結婚
『第二の結婚』（だいにのけっこん）は、林芙美子の小説、またそれを原作としたテレビドラマである。

## テレビドラマ
1971年3月15日から5月14日にTBS「花王 愛の劇場」枠にて放送された。
テレビ映画。カラー作品。

### キャスト
- 喜久代 ………… 高千穂ひづる
- 亮一 …………… 園井啓介
- 順子 …………… 秀島由子
- 藤子 …………… 福田公子
- 時子 …………… 姫ゆり子
- 竜男 …………… 梶原譲二
- まさ …………… 平井岐代子
- 池田 …………… 永井秀明
- 昌子 …………… 高須賀夫至子
- 啓子 …………… 中野良子
- 小林医師 ……… 天田俊明
- 三田文子 ……… 日高ゆりえ
- 小原 …………… 浅見比呂志
- 千代乃 ………… 五月晴子
- 亮一の母 ……… 辻伊万里
- 喜久代の母 …… 音羽久米子
- 木下ゆず子
- 岸井あや子
- 西田昭市
- 宮浩之
- 久世龍之介
- 内村軍一
- 野口元夫
- 大久保正信
- 加地健太郎
- 小倉雄三
- 亀田秀紀

### スタッフ
- 脚本・長尾広生
- 演出・家城巳代治、三輪彰
- 音楽・渡辺宙明
- プロデューサー・津田勝二、岡本良介（国際放映）、金川勝利、井上博（TBS）
- 制作・国際放映、TBS

### 主題歌
- 「女の意地」（ビクターレコード）
- 作曲作曲・鈴木道明
- 編曲・寺岡真三
- 歌・藤井明美